# تشارلز برونر
تشارلز برونر (بالإنجليزية: Charles Brunner)‏ هو سياسي أمريكي، ولد في 15 أبريل 1952 في باي سيتي في الولايات المتحدة. حزبياً، نشط في الحزب الديمقراطي. وقد انتخب عضو مجلس نواب ميشيغان ‏.

## وصلات خارجية
- الموقع الرسمي